# Lijst van voetbalinterlands El Salvador - Honduras
Deze lijst van voetbalinterlands is een overzicht van alle officiële voetbalwedstrijden tussen de nationale teams van El Salvador en Honduras. De Midden-Amerikaanse buurlanden speelden tot op heden 74 keer tegen elkaar. De eerste ontmoeting, een vriendschappelijke wedstrijd, werd gespeeld op 28 maart 1935 in San Salvador. Het laatste duel, eveneens een groepswedstrijd tijdens de CONCACAF Gold Cup 2025, vond plaats in Houston (Verenigde Staten) op 21 juni 2025.

## Wedstrijden
| №  | Plaats          | Datum             | Competitie                  | Wedstrijd              | Uitslag |
| -- | --------------- | ----------------- | --------------------------- | ---------------------- | ------- |
| 1  | San Salvador    | 28 maart 1935     | Vriendschappelijk           | El Salvador − Honduras | 3 − 4   |
| 2  | San José        | 10 maart 1946     | CCCF-kampioenschap 1946     | El Salvador − Honduras | 3 − 1   |
| 3  | Guatemala-Stad  | 12 maart 1950     | Vriendschappelijk           | Honduras − El Salvador | 2 − 1   |
| 4  | San José        | 15 maart 1953     | CCCF-kampioenschap 1953     | El Salvador − Honduras | 0 − 3   |
| 5  | Tegucigalpa     | 17 augustus 1955  | CCCF-kampioenschap 1955     | Honduras − El Salvador | 3 − 1   |
| 6  | San José        | 12 maart 1961     | CCCF-kampioenschap 1961     | El Salvador − Honduras | 1 − 0   |
| 7  | San José        | 19 maart 1961     | CCCF-kampioenschap 1961     | El Salvador − Honduras | 5 − 1   |
| 8  | San Salvador    | 27 maart 1963     | CONCACAF-kampioenschap 1963 | El Salvador − Honduras | 2 − 2   |
| 9  | San Salvador    | 5 april 1963      | CONCACAF-kampioenschap 1963 | El Salvador − Honduras | 3 − 0   |
| 10 | San Salvador    | 14 maart 1965     | Vriendschappelijk           | El Salvador − Honduras | 3 − 1   |
| 11 | ?               | 17 juli 1968      | Vriendschappelijk           | Honduras − El Salvador | 0 − 0   |
| 12 | ?               | 31 juli 1968      | Vriendschappelijk           | El Salvador − Honduras | 2 − 1   |
| 13 | Tegucigalpa     | 8 juni 1969       | WK 1970 kwalificatie        | Honduras − El Salvador | 1 − 0   |
| 14 | San Salvador    | 15 juni 1969      | WK 1970 kwalificatie        | El Salvador − Honduras | 3 − 0   |
| 15 | Mexico-Stad     | 27 juni 1969      | WK 1970 kwalificatie        | Honduras − El Salvador | 2 − 3   |
| 16 | San Salvador    | 23 november 1980  | WK 1982 kwalificatie        | El Salvador − Honduras | 2 − 1   |
| 17 | Tegucigalpa     | 30 november 1980  | WK 1982 kwalificatie        | Honduras − El Salvador | 2 − 0   |
| 18 | Tegucigalpa     | 16 november 1981  | WK 1982 kwalificatie        | Honduras − El Salvador | 0 − 0   |
| 19 | San Salvador    | 18 april 1982     | Vriendschappelijk           | El Salvador − Honduras | 3 − 2   |
| 20 | San Pedro Sula  | 22 april 1982     | Vriendschappelijk           | Honduras − El Salvador | 1 − 1   |
| 21 | San Salvador    | 10 maart 1985     | WK 1986 kwalificatie        | El Salvador − Honduras | 1 − 2   |
| 22 | Tegucigalpa     | 14 maart 1985     | WK 1986 kwalificatie        | Honduras − El Salvador | 0 − 0   |
| 23 | Tegucigalpa     | 29 april 1987     | Vriendschappelijk           | Honduras − El Salvador | 1 − 0   |
| 24 | Los Angeles     | 18 maart 1988     | Vriendschappelijk           | El Salvador − Honduras | 0 − 0   |
| 25 | Los Angeles     | 25 september 1988 | Vriendschappelijk           | El Salvador − Honduras | 0 − 0   |
| 26 | San José        | 2 juni 1991       | UNCAF Nations Cup 1991      | Honduras − El Salvador | 2 − 1   |
| 27 | Los Angeles     | 17 maart 1992     | Vriendschappelijk           | El Salvador − Honduras | 1 − 1   |
| 28 | Los Angeles     | 12 augustus 1992  | Vriendschappelijk           | El Salvador − Honduras | 0 − 3   |
| 29 | Tegucigalpa     | 9 maart 1993      | UNCAF Nations Cup 1993      | Honduras − El Salvador | 3 − 0   |
| 30 | Tegucigalpa     | 25 april 1993     | WK 1994 kwalificatie        | Honduras − El Salvador | 2 − 0   |
| 31 | San Salvador    | 9 mei 1993        | WK 1994 kwalificatie        | El Salvador − Honduras | 2 − 1   |
| 32 | Miami           | 3 mei 1994        | Vriendschappelijk           | Honduras − El Salvador | 1 − 3   |
| 33 | San Pedro Sula  | 14 augustus 1996  | Vriendschappelijk           | Honduras − El Salvador | 2 − 1   |
| 34 | San Salvador    | 21 augustus 1996  | Vriendschappelijk           | El Salvador − Honduras | 1 − 2   |
| 35 | Tegucigalpa     | 21 oktober 1996   | Vriendschappelijk           | Honduras − El Salvador | 1 − 1   |
| 36 | Guatemala-Stad  | 18 april 1997     | UNCAF Nations Cup 1997      | Honduras − El Salvador | 3 − 0   |
| 37 | Guatemala-Stad  | 27 april 1997     | UNCAF Nations Cup 1997      | Honduras − El Salvador | 0 − 0   |
| 38 | San Salvador    | 29 januari 1998   | Vriendschappelijk           | El Salvador − Honduras | 1 − 1   |
| 39 | Los Angeles     | 18 november 1998  | Vriendschappelijk           | Honduras − El Salvador | 2 − 1   |
| 40 | San José        | 24 maart 1999     | UNCAF Nations Cup 1999      | Honduras − El Salvador | 3 − 1   |
| 41 | San Pedro Sula  | 9 februari 2000   | Vriendschappelijk           | Honduras − El Salvador | 5 − 1   |
| 42 | San Salvador    | 16 juli 2000      | WK 2002 kwalificatie        | El Salvador − Honduras | 2 − 5   |
| 43 | San Pedro Sula  | 2 september 2000  | WK 2002 kwalificatie        | Honduras − El Salvador | 5 − 0   |
| 44 | Tegucigalpa     | 27 mei 2001       | UNCAF Nations Cup 2001      | Honduras − El Salvador | 1 − 1   |
| 45 | Colón           | 15 februari 2003  | UNCAF Nations Cup 2003      | Honduras − El Salvador | 0 − 1   |
| 46 | San Pedro Sula  | 29 juni 2003      | Vriendschappelijk           | Honduras − El Salvador | 1 − 1   |
| 47 | San Salvador    | 3 augustus 2004   | Vriendschappelijk           | El Salvador − Honduras | 0 − 4   |
| 48 | Tegucigalpa     | 6 september 2006  | Vriendschappelijk           | Honduras − El Salvador | 2 − 0   |
| 49 | Fort Lauderdale | 24 maart 2007     | Vriendschappelijk           | El Salvador −Honduras  | 0 − 2   |
| 50 | Cary            | 27 maart 2007     | Vriendschappelijk           | El Salvador − Honduras | 0 − 2   |
| 51 | San Salvador    | 22 augustus 2007  | Vriendschappelijk           | El Salvador − Honduras | 2 − 0   |
| 52 | Tegucigalpa     | 26 januari 2009   | UNCAF Nations Cup 2009      | Honduras − El Salvador | 2 − 0   |
| 53 | Tegucigalpa     | 1 februari 2009   | UNCAF Nations Cup 2009      | Honduras − El Salvador | 0 − 1   |
| 54 | San Pedro Sula  | 10 juni 2009      | WK 2010 kwalificatie        | Honduras − El Salvador | 1 − 0   |
| 55 | San Salvador    | 14 oktober 2009   | WK 2010 kwalificatie        | El Salvador − Honduras | 0 − 1   |
| 56 | Los Angeles     | 4 september 2010  | Vriendschappelijk           | El Salvador − Honduras | 2 − 2   |
| 57 | Panama-Stad     | 21 januari 2011   | Copa Centroamericana 2011   | Honduras − El Salvador | 2 − 0   |
| 58 | Houston         | 29 mei 2011       | Vriendschappelijk           | El Salvador − Honduras | 2 − 2   |
| 59 | Washington D.C. | 2 juni 2012       | Vriendschappelijk           | El Salvador − Honduras | 0 − 3   |
| 60 | San José        | 18 januari 2013   | Copa Centroamericana 2013   | Honduras − El Salvador | 1 − 1   |
| 61 | Miami           | 12 juli 2013      | CONCACAF Gold Cup 2013      | Honduras − El Salvador | 1 − 0   |
| 62 | Dallas          | 7 september 2014  | Copa Centroamericana 2014   | Honduras − El Salvador | 0 − 1   |
| 63 | Washington D.C. | 31 mei 2015       | Vriendschappelijk           | Honduras − El Salvador | 2 − 0   |
| 64 | San Salvador    | 25 maart 2016     | WK 2018 kwalificatie        | El Salvador − Honduras | 2 − 2   |
| 65 | San Pedro Sula  | 29 maart 2016     | WK 2018 kwalificatie        | Honduras − El Salvador | 2 − 0   |
| 66 | Panama-Stad     | 15 januari 2017   | Copa Centroamericana 2017   | El Salvador − Honduras | 1 − 2   |
| 67 | Washington D.C. | 27 mei 2017       | Vriendschappelijk           | Honduras − El Salvador | 2 − 2   |
| 68 | Houston         | 2 juni 2018       | Vriendschappelijk           | Honduras − El Salvador | 0 − 1   |
| 69 | Los Angeles     | 25 juni 2019      | CONCACAF Gold Cup 2019      | Honduras − El Salvador | 4 − 0   |
| 70 | San Salvador    | 5 september 2021  | WK 2022 kwalificatie        | El Salvador − Honduras | 0 − 0   |
| 71 | San Pedro Sula  | 30 januari 2022   | WK 2022 kwalificatie        | Honduras – El Salvador | 0 – 2   |
| 72 | Los Angeles     | 22 maart 2023     | Vriendschappelijk           | El Salvador − Honduras | 0 − 1   |
| 73 | Houston         | 26 maart 2024     | Vriendschappelijk           | El Salvador − Honduras | 1 − 1   |
| 74 | Houston         | 21 juni 2025      | CONCACAF Gold Cup 2025      | Honduras − El Salvador | 2 – 0   |

## Samenvatting
| Competitie           | Totaal gespeeld | Winst El Salvador | Gelijk | Winst Honduras | Doelsaldo El Salvador – Honduras |
| -------------------- | --------------- | ----------------- | ------ | -------------- | -------------------------------- |
| WK-kwalificatie      | 18              | 5                 | 4      | 9              | 17 − 27                          |
| CONCACAF Gold Cup    | 10              | 4                 | 1      | 5              | 15 − 17                          |
| Copa Centroamericana | 13              | 3                 | 3      | 7              | 8 − 19                           |
| Vriendschappelijk    | 33              | 5                 | 12     | 16             | 34 − 54                          |
| Totaal               | 74              | 17                | 20     | 37             | 74 − 117                         |

Wedstrijden bepaald door strafschoppen worden, in lijn met de FIFA, als een gelijkspel gerekend.
FSF · A-internationals · Selecties · Bondscoaches · Statistieken · Salvadoraans vrouwenelftal ·  
Olympisch elftal · El Salvador U21 · El Salvador U19 · El Salvador U17
1920 – 1929 · 
1930 – 1939 · 
1940 – 1949 · 
1950 – 1959 · 
1960 – 1969 · 
1970 – 1979 · 
1980 – 1989 · 
1990 – 1999 · 
2000 – 2009 · 
2010 – 2019 ·
2020 − 2029
Gold Cup 1991 · 
Gold Cup 1993 · 
Gold Cup 1996 · 
Gold Cup 1998 · 
Gold Cup 2000 · 
Gold Cup 2002 · 
Gold Cup 2003 · 
Gold Cup 2005 · 
Gold Cup 2007 · 
Gold Cup 2009 · 
Gold Cup 2011 · 
Gold Cup 2013
WK 1970 · 
WK 1982
OS 1968
1921 · 
1922–1927 · 
1928 · 
1929 · 
1930 · 
1931–1934 · 
1935 · 
1936–1937 · 
1938 · 
1939–1940 · 
1941 · 
1942 · 
1943 · 
1944–1945 · 
1946 · 
1947 · 
1948 · 
1949 · 
1950 · 
1951–1952 · 
1953 · 
1954 · 
1955 · 
1955–1960 · 
1961 · 
1962 · 
1963 · 
1964 · 
1965 · 
1966 · 
1967 · 
1968 · 
1969 · 
1970 · 
1971 · 
1972 · 
1973 · 
1974 · 
1975 · 
1976 · 
1977 · 
1978 · 
1979 · 
1980 · 
1981 · 
1982 · 
1983 · 
1984 · 
1985 · 
1986 · 
1987 · 
1988 · 
1989 · 
1990 · 
1991 · 
1992 · 
1993 · 
1994 · 
1995 · 
1996 · 
1997 · 
1998 · 
1999 · 
2000 · 
2000 · 
2001 · 
2002 · 
2003 · 
2004 · 
2005 · 
2006 · 
2007 · 
2008 · 
2009 · 
2010 · 
2011 · 
2012 · 
2013 ·
2014 ·
2015 ·
2016 ·
2017 ·
2018 ·
2019 ·
2020 ·
2021 ·
2022 ·
2023
Amerikaanse Maagdeneilanden ·
Anguilla ·
Antigua en Barbuda ·
Argentinië ·
Armenië ·
Aruba ·
Barbados ·
België ·
Belize ·
Bermuda ·
Bolivia ·
Brazilië ·
Canada ·
Chili ·
China ·
Colombia ·
Costa Rica ·
Cuba ·
Curaçao ·
Dominicaanse Republiek ·
Ecuador ·
Estland ·
GOS ·
Grenada ·
Griekenland ·
Guatemala ·
Guyana ·
Haïti ·
Honduras ·
Hongarije ·
IJsland ·
Ivoorkust ·
Jamaica ·
Japan ·
Joegoslavië ·
Kaaimaneilanden ·
Mexico ·
Moldavië · 
Montserrat ·
Nederlandse Antillen ·
Nicaragua ·
Nieuw-Zeeland ·
Panama ·
Paraguay ·
Peru ·
Puerto Rico ·
Qatar ·
Rusland ·
Saint Kitts en Nevis ·
Saint Lucia ·
Saint Vincent en de Grenadines ·
Sovjet-Unie ·
Spanje ·
Suriname ·
Trinidad en Tobago ·
Venezuela ·
Verenigde Staten ·
Zuid-Korea
Hondurese voetbalbond · A-internationals · Selecties · Bondscoaches · Hondurees vrouwenelftal · Olympisch elftal · Honduras U21 · Honduras U19 · Honduras U17
1920 – 1959 ·
1960 – 1969 ·
1970 – 1979 ·
1980 – 1989 ·
1990 – 1999 ·
2000 – 2009 ·
2010 – 2019 ·
2020 − 2029
CGC 2021
CA 2001
WK 1982 · 
WK 2010 · 
WK 2014
OS 2000 · 
OS 2008 · 
OS 2012 ·
OS 2016 ·
OS 2020
1921 · 
1922–1929 · 
1930 · 
1931–1934 · 
1935 · 
1936–1945 · 
1946 · 
1947–1949 · 
1950 · 
1951–1952 · 
1953 · 
1954 · 
1955 · 
1956 · 
1957 · 
1958–1959 · 
1960 · 
1961 · 
1962 · 
1963 · 
1964 · 
1965 · 
1966 · 
1967 · 
1968 · 
1969 · 
1970 · 
1971 · 
1972 · 
1973 · 
1974 · 
1975 · 
1976 · 
1977 · 
1978 · 
1979 · 
1980 · 
1981 · 
1982 · 
1983 · 
1984 · 
1985 · 
1986 · 
1987 · 
1988 · 
1989–1990 · 
1991 · 
1992 · 
1993 · 
1994 · 
1995 · 
1996 · 
1997 · 
1998 · 
1999 · 
2000 · 
2001 · 
2002 · 
2003 · 
2004 · 
2005 · 
2006 · 
2007 · 
2008 · 
2009 · 
2010 · 
2011 · 
2012 · 
2013 · 
2014 · 
2015 · 
2016 ·
2017 ·
2018 ·
2019 ·
2020 ·
2021 ·
2022 ·
2023 ·
2024 ·
2025
Antigua en Barbuda ·
Argentinië ·
Australië ·
Azerbeidzjan ·
Belize ·
Bermuda ·
Bolivia ·
Brazilië ·
Canada ·
Chili ·
China ·
Colombia ·
Costa Rica ·
Cuba ·
Curaçao ·
Denemarken ·
Ecuador ·
El Salvador ·
Engeland ·
Finland ·
Frankrijk ·
Grenada ·
Griekenland ·
Guatemala ·
Haïti ·
IJsland ·
Israël ·
Jamaica ·
Japan ·
Joegoslavië ·
Kaaimaneilanden ·
Letland · 
Mexico ·
Nederlandse Antillen ·
Nicaragua ·
Nieuw-Zeeland ·
Noord-Ierland · 
Noorwegen ·
Panama ·
Paraguay ·
Peru ·
Puerto Rico ·
Qatar ·
Roemenië ·
Saint Vincent en de Grenadines ·
Saoedi-Arabië ·
Servië ·
Slovenië ·
Spanje ·
Suriname ·
Trinidad en Tobago ·
Turkije ·
Uruguay ·
Venezuela ·
Verenigde Arabische Emiraten ·
Verenigde Staten ·
Wit-Rusland ·
Zambia ·
Zuid-Afrika ·
Zuid-Korea ·
Zwitserland
Chili (2010) ·
Ecuador (2014) ·
Frankrijk (2014) ·
Spanje (2010) ·
Zwitserland (2010) · 
Zwitserland (2014)